# Museo tedesco del sale
Il museo tedesco del sale (in tedesco: Deutsche Salzmuseum / Industriedenkmal Saline Lüneburg) è dedicato alla storia millenaria dello sfruttamento del sale nella città tedesca di Luneburgo.
Allestito in luogo delle vecchie strutture produttive delle "saline Lüneburg", dismesse nel 1980, il museo illustra l'attività di una delle più antiche e più grandi operazione industriali in Europa centrale.
Lo spazio museale è diviso in quattro aree espositive:
- Il sale in generale (Salz allgemein)
- XX secolo (20. Jahrhundert)
- XIX secolo (19. Jahrhundert)
- Medioevo e Età moderna (Mittelalter e Frühe Neuzeit)

Nel 1991, il museo è stato premiato dal Consiglio d'Europa.